# Menai Bridge

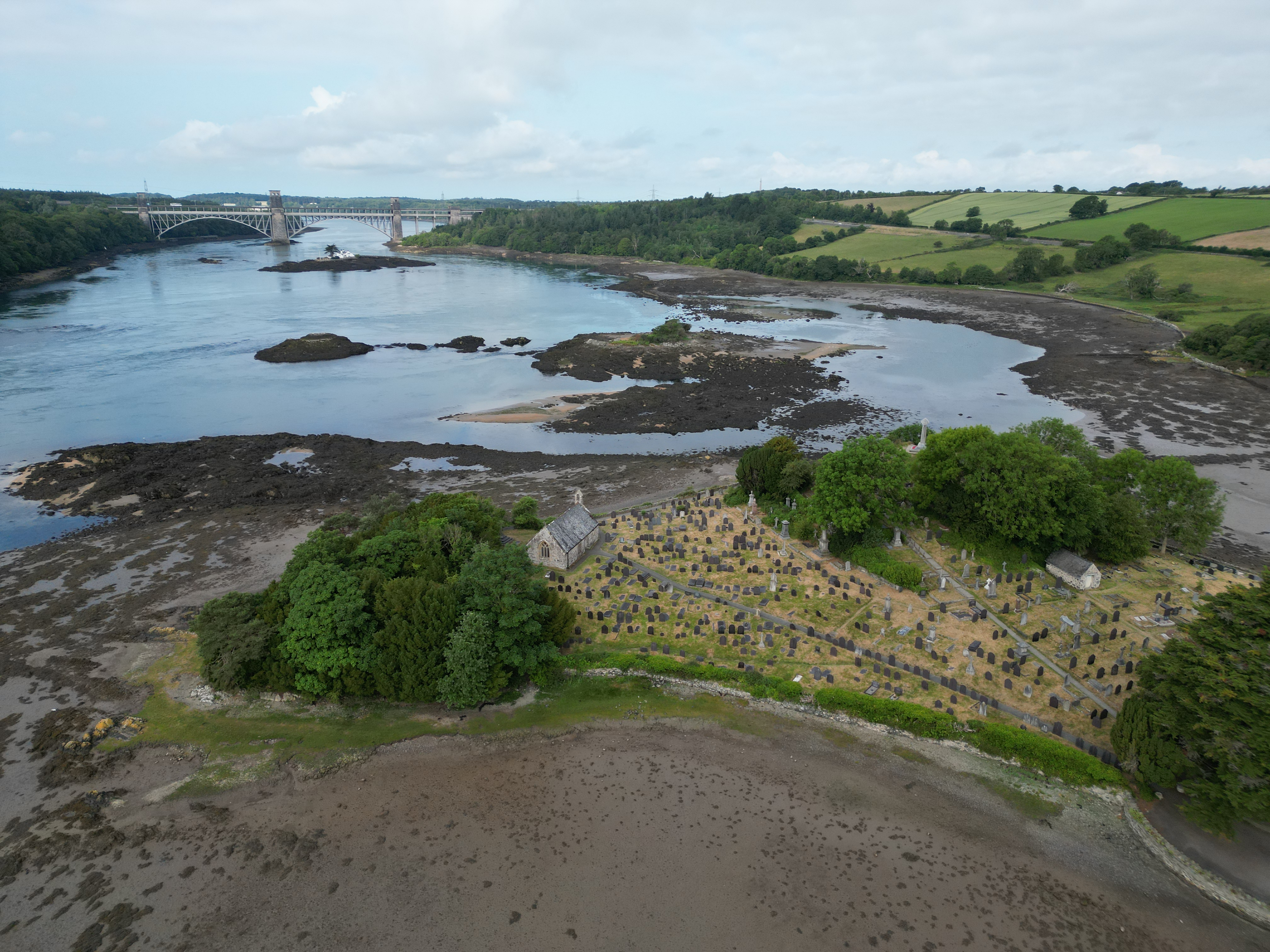
Church Island

Menai Bridge (en galés, Porthaethwy) es un municipio situado en el condado de la isla de Anglesey, al norte de Gales. Según el censo de 2021, tiene una población de 3000 habitantes.
Se encuentra por encima del estrecho de Menai junto al puente colgante de Menai, construido en 1826 por Thomas Telford. 
Porthaethwy ha existido desde hace muchos siglos y todavía tiene una casa en uso que data del siglo XVII. Es probable que existiera una comunidad en la localización de Menai Bridge desde tiempos romanos, puesto que este es el punto con la menor distancia para cruzar el estrecho.
En la localidad hay numerosos edificios de interés, entre los cuales destacan la Iglesia de San Tysilio, del siglo XIV, en Church Island.
El amplio aparcamiento al norte de la calle principal es el campo ferial (fair field). Es un terreno comunal habilitado para albergar una feria anual, llamada por las gentes locales Fair Borth. Cuando la feria llega a Menai Bridge el 24 de octubre de cada año (a menos que caiga en domingo, en tal caso tiene lugar bien el 23 bien el 25 de octubre) ocupa el campo ferial y la mayoría de las otras carreteras y calles de la ciudad, haciendo el paso a través de la ciudad muy difícil. Es una tradición antigua que atrae a gentes de toda la isla que ignoran el generalmente inclemente tiempo para disfrutar de las paradas feriales tradicionales.
Una compañía de televisión ha convertido un garaje en desuso en una fila de tiendas de mentira en el centro de Menai Bridge a modo de escenario cinematográfico para el programa infantil Rownd a rownd que se emite en el canal S4C (en galés). También graban la actuación en las escuelas de la ciudad: Ysgol y borth y Ysgol David Hughes.
El Club de Rugby Menai Bridge se creó en 1975 y jugó numerosos partidos en la zona hasta que en 1999 el club se asentó en Llyn-Y-Felin (enfrente del Garaje de la Concha), uno de los campos más pintorescos de Gales. El club juega en la recién formada división 4 Norte tras recibir promoción de la Liga Gwynedd en 2008. También hay un equipo femenino y otro infantil. El antiguo jugador más famoso del club es Robin McBryde, antiguo capitán de Llanelli, Gales internacional, 2003 Lion y actual entrenador de reserva de Gales. El equipo es dirigido por Darren Owen (un entrenador cualificado con Nivel 3 de UKCC) y lo asiste Huw Percy (segundo entrenador) y Andrew Brogden (entrenador de reserva). El entrenamiento tiene lugar todos los jueves a las 7 de la tarde y siempre se da la bienvenida a nuevos jugadores de cualquier edad y habilidad. 
El 12 de noviembre de 1918 el Air Marshal Sir Thomas Elmhirst pasó en el dirigible SSZ73 bajo el puente de Menai tras el armisticio al final de la Segunda Guerra Mundial.
En el extremo este de la ciudad está el profundo valle Cwm Cadnant, que ahora lo cruza un puente moderno construido en la década de 1970. El Afon Cadnant vierte en el estrecho de Menai en este punto y este pequeño estuario sirve como puerto natural para pequeños barcos que cruzan desde tierra firme. Esta era la localización de la etapa de aterrizaje de los obispos de Bangor, quienes tenían su residencia en Glyn Garth, en Anglesey, pero la catedral se encontraba en Bangor, en tierra firme. Lamentablemente, el palacio del obispo se destruyó en años recientes y fue sustituido por un bloque de pisos.
Hay cierto número de pequeñas islas en el estrecho de Menai. Algunas de ellas están conectadas con la ciudad por calzadas, incluyendo Ynys Faelog, Ynys Gaint y Ynys Castell al este del puente colgante, y la isla Church (Ynys Tysilio en galés), al oeste del puente. El Sendero Marítimo de Anglesey pasa a lo largo de los muelles.
Menai Bridge posee una amplia selección de iglesias y capillas. La localidad también posee una escuela primaria (Ysgol y Borth) y una gran escuela secundaria bilingüe, Ysgol David Hughes.